# لمبر
لمبر روستایی است که در استان اردبیل، شهرستان مشگین‌شهر، بخش مشکین شرقی، دهستان قره‌سو قرار دارد.

## موقعیت جغرافیای روستای لمبر
این روستا در استان اردبیل شهرستان مشکین شهر بخش مشکین شرقی قرار گرفته است که از سمت شرق به اردبیل واز سمت غرب به مشکین شهر و از شمال به رودخانه قره سو و ازجنوب به قله سبلان متصل می گردد.
این روستا در دو کیلومتری جاده اردبیل مشکین قرار دارد. .

## جمعیت
بر اساس سرشماری سال ۱۳۸۵ جمعیت این روستا ۵۶۲ نفر با ۱۶۱ خانوار بوده‌است.
در حال حاضر بیش از ۲۰۰۰نفر میباشد